# Кропивницький автобус
Кропивницький автобус — громадська автобусна система в місті Кропивницький та в передмісті. Почала утворюватися в 1940-х – 1950-х роках на тлі знищенної трамвайної система під час Другої світової війни. Маршрути обслуговуються 9-ма перевізниками, автобусами малої, середньої,  великої та надвеликої місткості. В місті також існує тролейбусна система.

## Сучасність
В режимі «Маршрутне таксі»:
- №1Ц Вул. Лісопаркова – Вул. Жадова, не обслуговується
- №3 не обслуговується
- №4 вул. Державності – Далекосхідне кладовище, кожні 5-15 хвилин
- №5 СТО №1 / вул. Героїв Маріуполя – Онкологічний центр – Вул. Жадова, кожні 7-18 хвилин
- №6  С. Молодіжне – Вул. Жадова не обслуговується
- №8 вул. Героїв України – м/н Завадівка, кожні 4-10 хвилин
- №11 не обслуговується
- №14 вул. 10-а Лінія / селище Гірниче – вул. Кільцева, кожні 20-40 хвилин
- №15 вул. Незалежності – м/н Лелеківка / вул. Холодноярська, кожні 20 хвилин
- №17 вул. Габдрахманова — пл. Б. Хмельницького – вул. Габдрахманова, кожні 5-20 хвилин
- №18  не обслуговується
- №21 вул. Івана Олінського – вул. Миру, кожні 3-14 хвилин
- №27 не обслуговується
- №44 вул. Державності – селище Гірниче, кожні 4-10 хвилин
- №55 проспект Інженерів – вул. Лісопаркова, кожні 6-15 хвилин
- №77 вул. Незалежності – М'ясокомбінат «Ятрань», кожні 5-12 хвилин
- №104 Критий ринок / Європейський ринок – М'ясокомбінат «Ятрань», кожні 10-15 хвилин
- №108 Черемушки(вул. Бєляєва) – ТЕЦ, не обслуговується
- №111 м/н Стара Балашівка / вул. Брестська – площа Б. Хмельницького, не обслуговується
- №112 вул. Варшавська –
- №113 вул. Ігоря Замоцького – проспект Промисловий, кожні 2-9 хвилин
- №115 м/н Масляниківка - Залізничний вокзал, не обслуговується
- №116А м/н Никанорівка - Міськгаз, не обслуговується
- №126 м/н Велика Балка – Критий ринок / №126 м/н Велика Балка – Центральний ринок, не обслуговується
- №130 СТО №1 – Онкологічний центр – Центральний ринок, кожні 20-45 хвилин
- №134 Гуртовий ринок №1 – вул. Державності, кожні 5-15 хвилин

В режимі «Звичайний»:
- №46 м/н Масляниківка / Іподром «Княжий двір» – М'ясокомбінат «Ятрань», кожні 60-78 хвилин
- №103 вул. Г. Кульчицького – вул. Кільцева, кожні 60-72 хвилин
- №104А Європейський ринок / Критий ринок – Площа Хмельницького, кожні 25-47 хвилин
- №111 м/н Стара Балашівка/ Брестська вул. - Площа Хмельницького, кожні 10-28 хвилин
- №111А Брестська вул. – вул. Вокзальна – м/н Озерна Балка, тимчасово не обслуговується[1]
- №111Б Брестська вул. – 101-й м/н – пл. Б. Хмельницького, тимчасово не обслуговується[1]
- №114 м/н Никанорівка / вул. Прирічна –вул. Кільцева, кожні 65-89 хвилин
- №116 м/н Никанорівка / вул. Прирічна – селище Молодіжне, кожні 20-55 хвилин
- №118 Далекосхідне кладовище – Центральний ринок – Далекосхідне кладовище, кожні 30-45 хвилин
- №119 Автостанція №1 – вул. Чайковського – Автостанція №2, кожні 50-70, хвилин[2]
- №123 м/н Завадівка - ТЕЦ, кожні 60-75 хвилин
- №126А Вул. Г. Кульчицького – пл. Б. Хмельницького, кожні 60-78 хвилин в часи пік робочих днів[3]
- №130А СТО №1 – м/н Лелеківка / вул. Холодноярська, кожні 60-79 хвилин
- №274 сел. Нове / вул. Металургів – пл. Б. Хмельницького, кожні 20-24 хвилин

## Перспективи
В майбутньому планується провести маршрутну реформу, поділивши маршрути на експреси, локальні та міські, останні скоріш за все маршрути частого користування, які не будуть змінені.

## Реформа 2013 року
Маршрутна реформа, регульована указом міськвиконкомом м. Кропивницький від 31.05.2013. Було проведено 3 конкурси на маршрути та декілька скасувань та ведення нових маршрутів, які мали б ефективніше замінити більшість скасованих маршрутів.

## Історія

### Міський автобус 1940-х - 1950-х
У 1944 – 1945 роках спостерігалися епізодичні спроби підвезення людей із віддалених мікрорайонів до центру та крупних підприємств на вантажівках, у кузовах яких були встановлені дерев’яні лави для пасажирів. У 1946 року такі перевезення стали регулярними. Перший міський автобусний маршрут від залізничного вокзалу до пивзаводу, було відкрито наприкінці 1940-х років. У 1955 році він був подовжений до Масляниківки. Згодом з’явилося ще шість маршрутів, які майже незмінно функціонували до кінця 1950-х років. На початку 1958 року в місті налічувалося сім автобусних маршрутів, середній інтервал руху яких становив 20 хвилин.
Маршрути станом на 1958-й рік:

### Міський автобус 1960-х - 1970-х
| № маршруту | Траса маршруту | Примітка |
| 1          | Масляниківка - Бобринецьке шосе – Пров. Арнаутовський - вул. Я. Томпа – Пивзавод - вул. К. Маркса – Автостанція - вул. Шевченка - пров. Училищний – Парк ім. Леніна - вул. Щорса – Обласна лікарня (колишня лікарня св. Анни) - вул. Вигонна – Вокзал - КРЕС | До початку 1950-x років автобуси курсували тільки від залізничного вокзалу до пивзаводу, але після приєднання Масляниківки і Арнаутовки в 1955 році був продовжений по Бобринецькому шосе, згодом був продовжений від залізничного вокзалу до КРЕС. |
| 2          | Міський сад - вул. Садовій – вул. Я. Томпа - вул. К. Маркса – Автостанція - вул. Шевченка – вул. Орджонікідзе – Завод «Червона зірка» – арка під залізницею – Вул. Колгоспна – вул. Ленінградська - Вул. Куйбишева | |
| 3          | Кущівка - вул. Кримська – вул. К. Лібкнехта – Міська лікарня № 3 - вул. К.Маркса - вул. Гоголя - міст через р. Інгул - вул. Глиняна - вул. Урожайна - Обознівський провулок - вул. 2-га Шахтарська (Терешкова) - Поворот - вул. Виконкомівська (Степняка-Кравчинського) - Аеропорт. У зворотньому напрямку: Поворот - кукурудзяний завод - Поворот, далі по звичайному маршруту до Кущівки. | |
| 4          | Новоолексіївка – Межовий бульвар - вул. Ушакова - Меблева фабрика - вул. К. Маркса – Автостанція - вул. Шевченка – вул. Орджонікідзе – Завод «Червона зірка» після проїзду арки під залізницею – вул. Колгоспна - вул. Короленка - КПП авіамістечка на вул. Авіаційної – Новомиколаївка | |
| 5          | Рівненське КП на розі вулиці Андріївської та Ровенського проспекту - вул. Андріївська - Шпиталь - вул. Пушкіна - Обласна санстанція - вул. К. Маркса - Автостанція - вул. Шевченка - вул. Леніна – Балка - міст через р. Бянка - Вул. Чайковського (Балка). | |
| 6          | (Криворізьке КП) Криворізького шосе - вул. К. Лібкнехта - міст через р. Біянка - Цегельний завод № 3 - Центральний ринок - вул. К. Маркса - Кінна площа - вул. Промислова - Швейна фабрика - переїзд на Некрасівці - вул. Толстого - Аджамське КП (Новонекрасіка) | |
| 7          | (Рівненське КП) На розі вулиці Андріївська, Рівненського проспекту та Ровенського шосе - Рівненський проспект - вул. К. Маркса - Автостанція - залізничний переїзд вул. Кузні - вул. Сталінградська - вул. Севастопольській - вул. Колгоспна - вул.Варшавська - Заготзерно (Новомиколаївка)                                                                                                 | |